# آکادمی هنر و طراحی بزالل
آکادمی هنر و طراحی بزالِل مدرسه‌ی ملی طراحی در اسرائیل است که در سال ۱۹۰۶ به‌دست هنرمند یهودی بوریس شاتز بنیان گذاشته شد. بزالل همچنین قدیمی‌ترین نهاد آموزش عالی در اسرائیل است. نام بزالل از شخصیتی به همین اسم در کتاب مقدس برگرفته شده که بنا‌بر روایت‌های دینی از‌سوی موسی مامور نظارت بر طراحی و ساخت میشکان شده بود.
آکادمی بزالل در پردیس کوه اسکوپوس دانشگاه عبری اورشلیم قرار دارد به‌جز دانشکده معماری آن که در مرکز اورشلیم واقع شده است.

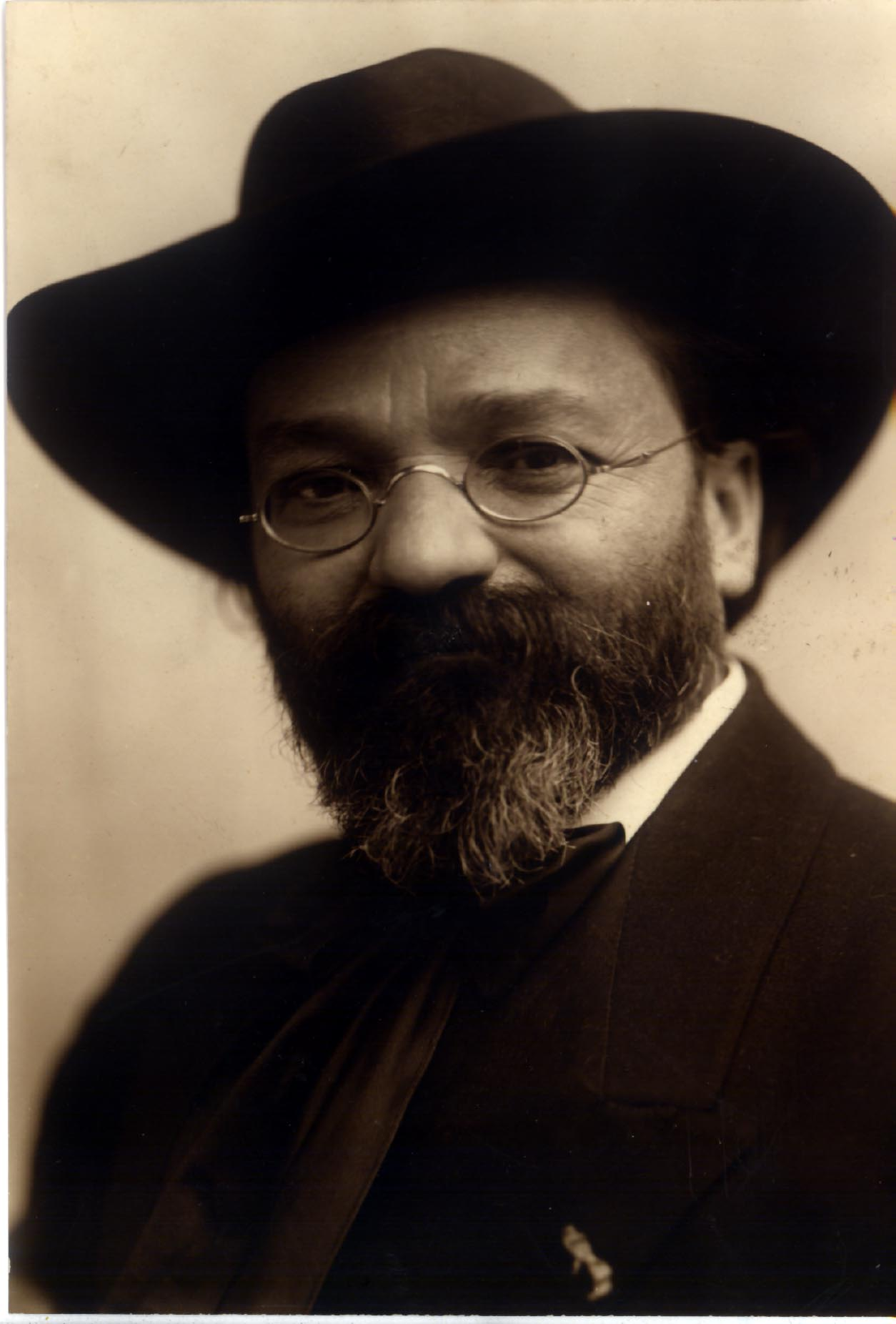
بوریس شاتز، بنیانگذار آکادمی هنر و طراحی بزالل